# پیروزی درخشان
پیروزی درخشان (به انگلیسی: Bright Victory) فیلمی ۹۶ دقیقه‌ای به کارگردانی مارک رابسن با بازی آرتور کندی محصول کشور ایالات متحده آمریکا است.